# شکرجیق
شکرجیق (به لاتین: Şekercik) یک منطقهٔ مسکونی در جمهوری آرتساخ است که در استان هادروت واقع شده‌است.